# Niphona andamanica
Niphona andamanica là một loài bọ cánh cứng trong họ Cerambycidae.